# Let's Go! (residency show)
Let's Go! è il secondo residency show della cantante Shania Twain. Esso si svolge a Las Vegas, presso lo Zappos Theatre del Planet Hollywood.
Ha avuto inizio il 6 dicembre 2019 e gli spettacoli dureranno fino al 2021.

## Scaletta
La scaletta è rappresentativa allo show del 6 dicembre 2019, non a tutte le date del residency:
1. Rock This Country!
2. Love Gets Me Every Time
3. Up!
4. Don't Be Stupid (You Know I Love You)
5. Come on Over
6. White Christmas
7. No One Needs to Know
8. You're Still the One
9. You Win My Love
10. That Don't Impress Me Much
11. Any Man of Mine
12. Whose Bed Have Your Boots Been Under?
13. Honey, I'm Home
14. I'm Gonna Getcha Good!
15. Party for Two
16. Forever and for Always
17. Swingin' with My Eyes Closed
18. (If You're Not in It for Love) I'm Outta Here!
19. From This Moment On
20. Man! I Feel like a Woman!

## Date
| Date             | Biglietti disponibili/Biglietti venduti | Incasso     |
| Prima Tappa      | Prima Tappa                             | Prima Tappa |
| ---------------- | --------------------------------------- | ----------- |
| 6 dicembre 2019  | -                                       | -           |
| 7 dicembre 2019  | -                                       | -           |
| 11 dicembre 2019 | -                                       | -           |
| 13 dicembre 2019 | -                                       | -           |
| 14 dicembre 2019 | -                                       | -           |
| 18 dicembre 2019 | -                                       | -           |
| Seconda Tappa    |                                         |             |
| 13 marzo 2020    | -                                       | -           |
| 14 marzo 2020    | -                                       | -           |
| 18 marzo 2020    | -                                       | -           |
| 20 marzo 2020    | -                                       | -           |
| 21 marzo 2020    | -                                       | -           |
| 25 marzo 2020    | -                                       | -           |
| 27 marzo 2020    | -                                       | -           |
| 28 marzo 2020    | -                                       | -           |
| Terza Tappa      |                                         |             |
| 20 maggio 2020   | -                                       | -           |
| 22 maggio 2020   | -                                       | -           |
| 23 maggio 2020   | -                                       | -           |
| 27 maggio 2020   | -                                       | -           |
| 29 maggio 2020   | -                                       | -           |
| 30 maggio 2020   | -                                       | -           |
| 3 giugno 2020    | -                                       | -           |
| 5 giugno 2020    | -                                       | -           |
| 6 giugno 2020    | -                                       | -           |